# الغواصة الألمانية يو-458
غواصة يو-458 غواصة يو بوت ألمانية من غواصة الفئة السابعة سي بنيت لسلاح بحرية ألمانيا النازية كريغسمارينه، في أحواض دويتشه فيرك خلال الحرب العالمية الثانية.